# Sălacea
Sălacea is een Roemeense gemeente in het district Bihor.
Sălacea telt 3141 inwoners.